# Вилла Спедалетто
Вилла Спедалетто (итал. Villa di Spedaletto) — вилла (загородный дом), расположенная в городе Спедалетто, муниципалитета Лаятико, недалеко от Вольтерры (Тоскана). Одна из вилл герцогов де Медичи.

## История

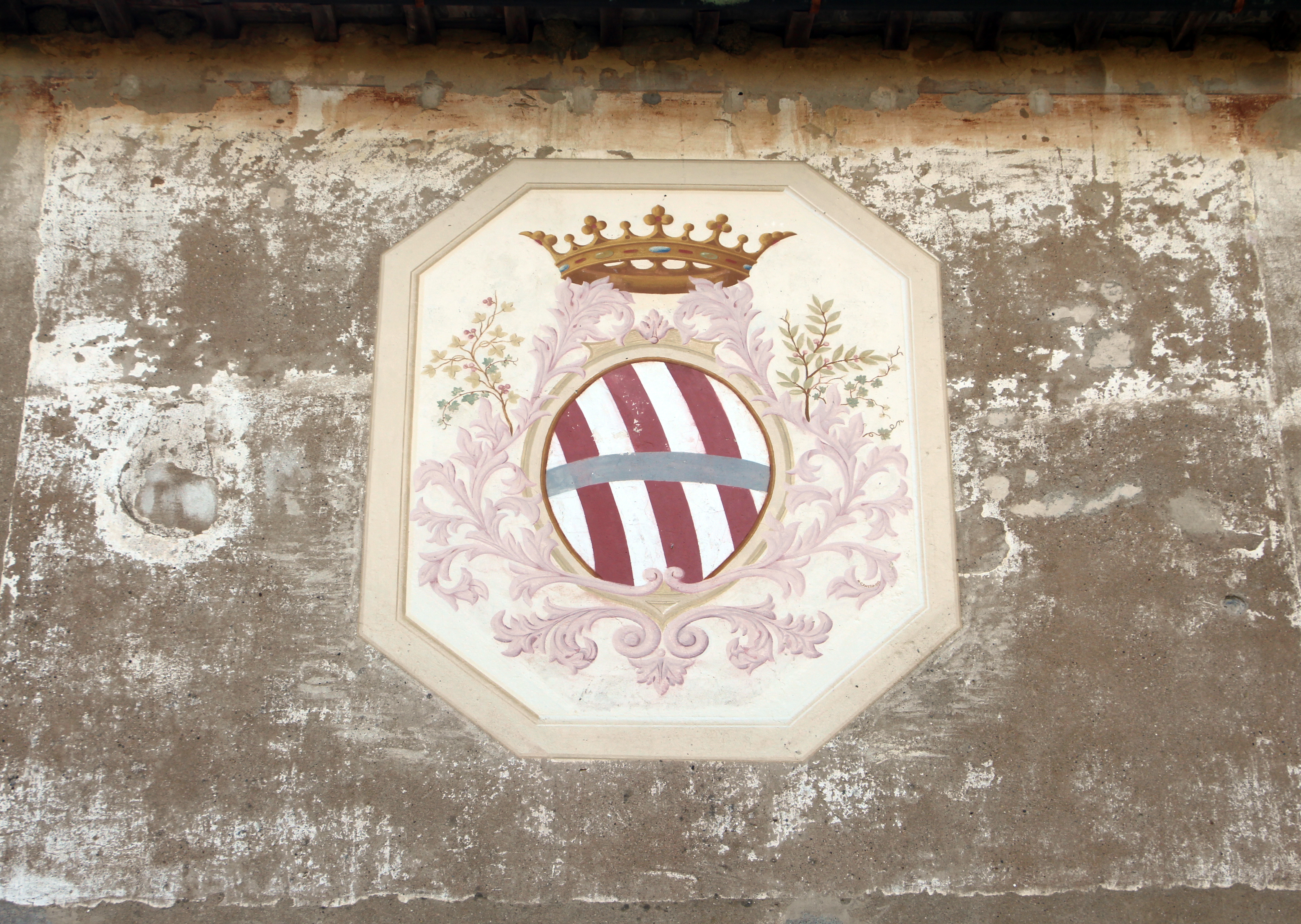
Герб семьи Корсини на фасаде здания

Вилла служила одной из загородных резиденций герцога Лоренцо Великолепного, который перестроил её и часто в ней останавливался. «Спедалетто» (на тосканском диалекте уменьшительное от итал. ospedale — госпиталь, пристанище) означает место гостеприимства паломников, рыцарей-госпитальеров Альтопашо (Altopascio). «Оспедале святых Ипполито и Кассиано» с прилегающими землями было пожаловано Лоренцо Великолепному в 1486 году вместе с поместьем Аньяно недалеко от Пизы.
Эта территория имела большое стратегическое значение для семьи Медичи, поскольку Вольтерра с её драгоценными карьерами квасцов была завоевана в 1472 году, и это поместье могло представлять собой центр контроля над территорией. Кроме того, неподалеку до сих пор находятся термальные источники Баньо-а-Морба, которые мать Лоренцо Лукреция Торнабуони арендовала у Кавальери дель Монте с 1478 года. Основная ветвь семьи Медичи страдала от болезней, связанных с подагрой, а сам Лоренцо лечил себя погружениями в горячие ванны, чтобы, как он писал своей дочери Контессине, «угодив Богу, вернуться таким же здоровым, как всегда». Лоренцо останавливался на вилле неоднократно, вплоть до года до его смерти в 1492 году.
После смерти Лоренцо Медичи в 1492 году вилла была продана в 1494 году вместе с поместьем Аньяно его сыном Пьеро иль Фатуо Франческетто Чибо, затем она следовала за судьбой семьи до 1606 года, когда Альберико I Чибо-Маласпина продал её сенатору Бартоломео Корсини. Владельцами является семья Корсини, чей герб выделяется на фасаде.

## Архитектура и фрески
Территория Спедалетто включала около двадцати ферм и была реорганизована Лоренцо сразу после покупки благодаря новым урожаям, виноградникам и пастбищам. Преобразование главного здания произошло между 1487 и 1491 годами, были сохранены прочные стены и башня, что придало зданию четырёхугольный план с центральным двором, на который выходят лоджия и гостиная, что необычно для первого этажа загородных вилл.
Проект, вероятно, разработал архитектор Симоне дель Поллайоло, известный как Кронака, который останавливался в Спедалетто в 1490 году. В оформлении интерьеров и в создании фресок с 1483 года участвовали самые выдающиеся художники флорентийской школы, но фрески со временем были полностью утрачены в XVII веке из-за пожара. По свидетельству Джорджо Вазари в лоджии и главном зале работали Доменико Гирландайо («Истории Вулкана»), Филиппино Липпи, Пьетро Перуджино и Сандро Боттичелли. Единственное дошедшее до нас описание этого живописного цикла принадлежит Вазари, который упоминает, в частности, «Историю Вулкана», «где много обнажённых фигур куют стрелы для Юпитера».